# Domina Eberle Spencer
Domina Eberle Spencer (26 de setembro de 1920) é uma matemática estadunidense, professora da Universidade de Connecticut, que trabalha com eletrodinâmica e teoria de campos. Obteve um Ph.D. em 1942 no Instituto de Tecnologia de Massachusetts, orientada por Dirk Jan Struik.
Foi casada com Parry Moon, com quem escreveu conjuntamente diversos de seus livros e artigos e introduziu os holores.